# Fleischmannia pycnocephala
Fleischmannia pycnocephala, trajnica iz porodice Asteraceae nekada smještena u vlastiti monotipični rod Sartorina, danas uključena u Fleischmanniju. Raširena je po Meksiku i Srednjoj Americi

## Opis roda Sartorina
Sartorina uključuje jednu zeljastu vrstu koja je poznata iz samo jedne zbirke upitne provenijencije, za koju je ostao samo dio primjerka. Podsjeća na Fleischmanniaju, ali ima dlakavi stil i anomalne cipsele..

## Sinonimi
- Eupatorium diversifolium Schrad.; Ind. Sem. Hort. Acad. Gott. 1134 (1829)
- Eupatorium polopolense B.L.Rob.; Contr. Gray Herb. 61 : 10 (1920)
- Eupatorium pycnocephalum f. glandulitectum B.L.Rob.; Contr. Gray Herb. 68: 31 (1923)
- Eupatorium pycnocephalum Less.; Linnaea 6: 404 (1831)
- Eupatorium pycnocephalum var. caucanum B.L.Rob.; Contr. Gray Herb. 77: 31 (1926)
- Eupatorium pycnocephalum var. macrocephala Chodat; Bull. Herb. Boissier, sér. 2, 2: 310 (1902)
- Eupatorium schiedeanoides Sch.Bip. ex A.Gray; Emory, Rep. U.S. Mex. Bound. 2(1): 76 (1859)
- Eupatorium schiedeanum Schrad.; Index Seminum (GOET, Gottingensis) 1832: 3 (1832)
- Eupatorium schiedeanum var. diversifolium (Schrad.) DC.; Prodr. [A. DC.] 5: 159 (1836)
- Eupatorium schiedeanum var. virgatum (Schrad.) DC.; Prodr. [A. DC.] 5: 159 (1836)
- Eupatorium virgatum Schrad.; Ind. Sem. Hort. Acad. Gott. 9: T. 310 (1829), DC., Prod. 5: 159 (1836)
- Fleischmannia diversifolia (Schrad.) H.Rob.; Phytologia 84(5): 348 (1998 publ. 1999)
- Fleischmannia polopolensis (B.L.Rob.) R.M.King & H.Rob.; Phytologia 19: 205 (1970)
- Sartorina schultzii R.M.King & H.Rob.; Phytologia 28: 98 (1974)